# Каховський Петро Григорович
Каховський Петро Григорович (* 1799 — † 13 липня 1826) — декабрист, поручник російської армії у відставці.

## Біографія
Походив із дворян Смоленської губернії. 1816 — вступив до служби юнкером до лейб-гвардії Єгерського полку. 13 грудня 1816 — розжалуваний в рядові за легковажну поведінку і відправлений на Кавказ до 7 єгерського полку. 1817 — за відмінну службу — юнкер. 1819 — поручик. 1821 — звільнений у відставку за хворобою. В 1823 проходив лікування закордоном. В грудні 1824 року приїхав до Петербургу.
Член Північного товариства, активний учасник повстання на Сенатської площі. Стріляв у генерал-губернатора Петербурга Милорадовича М. А., якого смертельно поранив і командира лейб-гвардії Гренадерського полку Стюрлера М. К.
Заарештований 15 грудня 1825 року. Засуджений поза разрядами і по конфірмації 10 липня 1826 року присуджений до повішання. Страчений 13 липня 1826 року на кронверку Петропавлівський фортеці. Похований на острові Голодаї.